# Proschaliphora traiecta
Proschaliphora traiecta là một loài bướm đêm thuộc phân họ Arctiinae, họ Erebidae.